# Región de Gedo
Gedo (somalí: Gedo; árabe: غدو Ghidū) es una región administrativa (gobolka) en el suroeste de Somalia. Su capital es Garbahaarreey. Limita con Etiopía, Kenia, y las regiones somalíes de Bakool, Bay, y Jubbada Dhexe. 

## Distritos
Está dividido en siete distritos.
- El Adde
- El-Waq
- Baardheere
- Balet Hawo
- Doolow
- Garbahaarreey
- Luuq
- Buurdhuubo